# توادا، آئوموری
توادا، آئوموری از شهرهای استان آئوموری ژاپن است که جمعیت آن در ۱ ژانویه ۲۰۰۸۶۶٬۸۳۴ نفر بوده‌است.توادا منطقه‌ای غنی از طبیعت است. و چند دریاچه و رودخانه در اطراف شهر وجود دارد. این شهر با تابستان‌های خنک و زمستان‌های سرد با بارش برف سنگین دارد. میانگین دمای سالانه در توادا ۹.۸ درجه است.